# Paraconchoecia hoensis
Paraconchoecia hoensis is een mosselkreeftjessoort uit de familie van de Halocyprididae. De wetenschappelijke naam van de soort is voor het eerst geldig gepubliceerd in 1973 door Poulsen.